# Codex Aureus de Saint-Emmeran

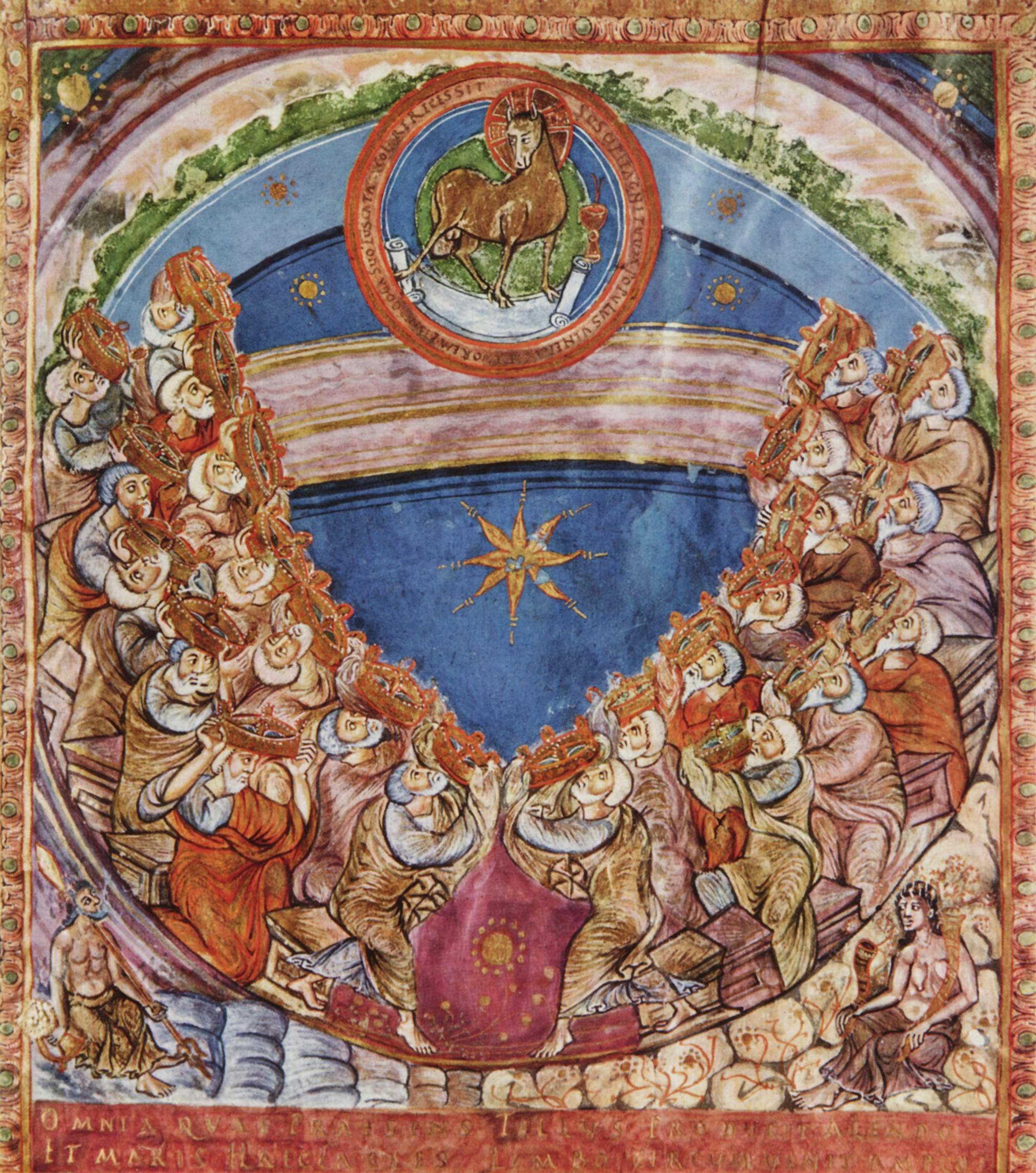
L'adoration de l'agneau.

Le Codex Aureus de Saint-Emmeran (Munich, Bayerische Staatsbibliothek, Clm 14000) est un livre enluminé du IXe siècle. Il mesure 420 mm sur 330 mm et comprend 126 folios de vélin.

## Historique et description

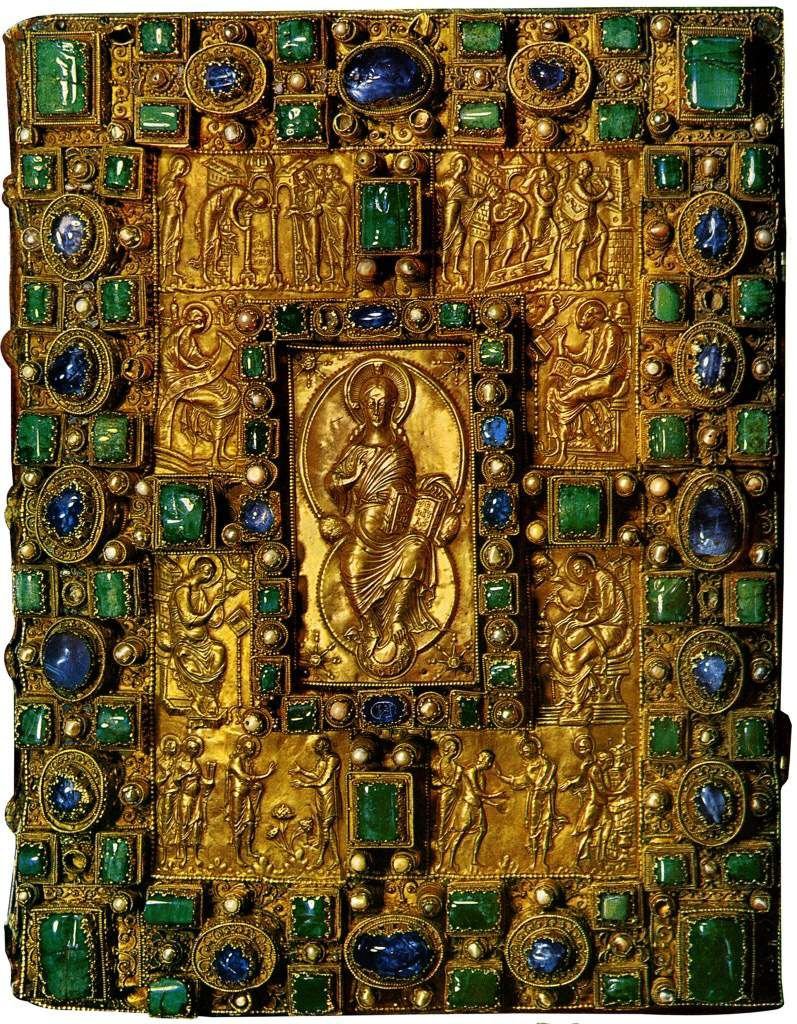
Plaque supérieure du Codex Aureus.

Ce manuscrit enluminé a été composé vers l'an 870, peut-être à Saint-Denis. Il contient le texte des quatre Évangiles avec sept miniatures en pleine page (une huitième miniature est ajoutée au Xe siècle), douze canons de concordance et dix pages ornementales. Le texte en latin est rédigé en onciales dorées.
Il a été commandé par Charles le Chauve qui est représenté assis sur son trône sous un baldaquin au folio 5 verso, entouré de ses écuyers et des figures de Francia et de Gotia, lui remettant des  présents. Il a été offert par le roi Arnulf de Carinthie à l'abbaye Saint-Emmeran de Ratisbonne vers 893, dont l'abbé Ramwold le fait restaurer par Adalpertus un siècle plus tard.
La plaque supérieure de la reliure du Codex Aureus a donné son nom à cet ouvrage qui est une pièce des plus splendides du Haut Moyen Âge. En effet, elle est travaillée en métal précieux avec des reliefs comportant de nombreuses pierres précieuses, perles, verres cloisonnés et filigranes d'or avec des gouttelettes d'or produisant un effet de granulé. Le Christ en majesté est représenté au milieu dans une double mandorle entouré des quatre Évangélistes, les pieds sur le globe. Il tient un livre ouvert avec les versets de l'Évangile selon Jean XIV, 6: Ego sum via et veritas et vita. Nemo venit ad Patrem nisi per me. On remarque également en haut à gauche le Christ et la femme adultère et en haut à droite le Christ chassant les marchands du Temple.

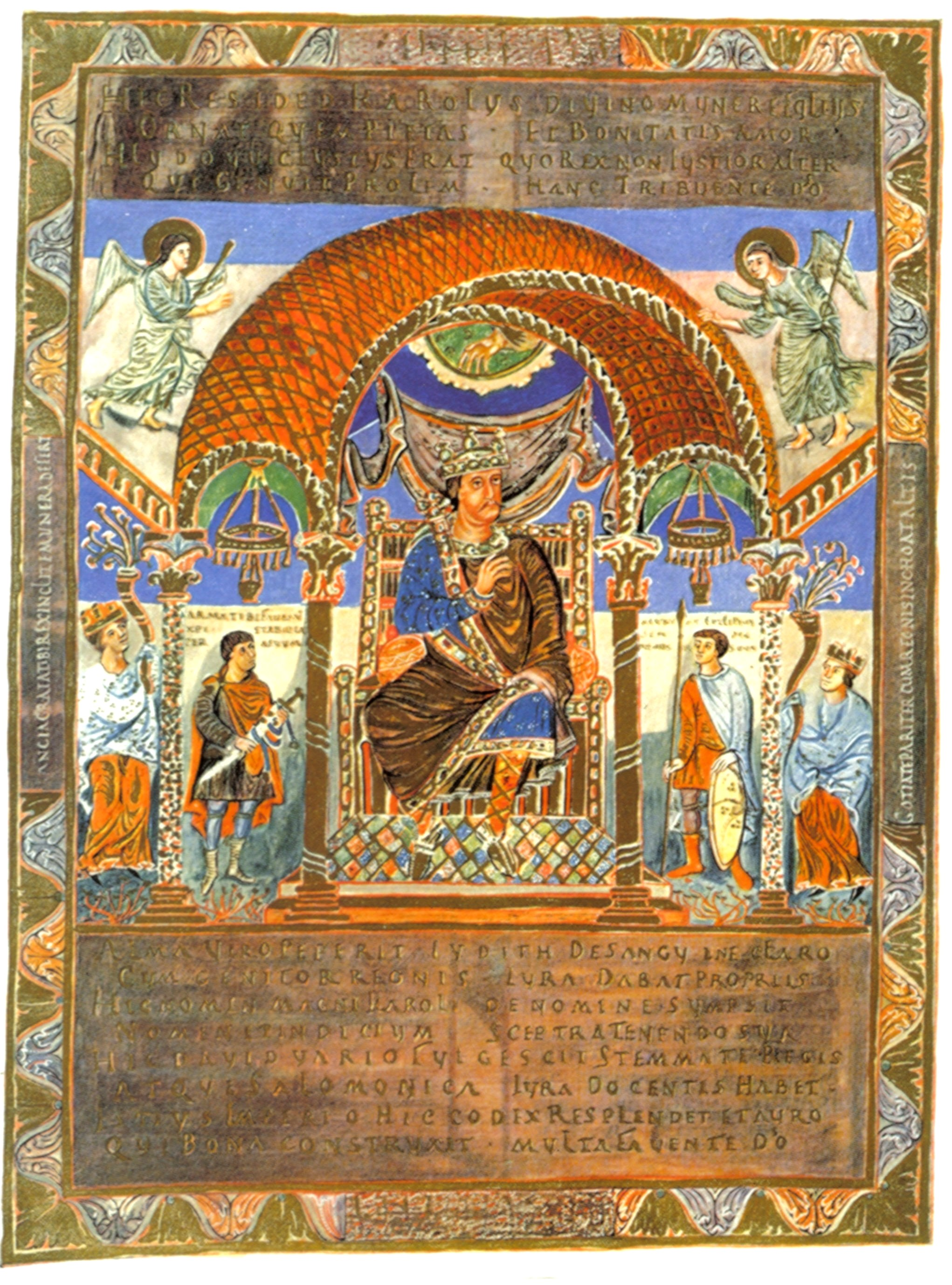
Charles le Chauve, commanditaire du codex, folio 5v

Les miniatures de pleine page représentent les quatre Évangélistes, Charles le Chauve, l'adoration de l'agneau et le Christ en majesté.
Lorsque les biens des ordres religieux ont été confisqués par la Bavière, il a été acquis en 1811 par la bibliothèque royale de Bavière, aujourd'hui Bayerische Staatsbibliothek de Munich.